# شلاگنتین
شلاگنتین (به آلمانی: Schlagenthin) یک منطقهٔ مسکونی در آلمان است که در یریشو واقع شده‌است. شلاگنتین ۸۱۵ نفر جمعیت دارد.